# Vela nos Jogos Pan-Americanos de 2011 - Snipe
A competição da classe snipe foi um dos eventos da vela nos Jogos Pan-Americanos de 2011, em Guadalajara. Foi disputada no Vallarta Yacht Club, em Puerto Vallarta, entre os dias no dia 17 e 23 de outubro.

## Calendário
Horário local (UTC-6).
| Data          | Horário | Fase              |
| ------------- | ------- | ----------------- |
| 17 de outubro | 13:23   | Regata 1          |
| 17 de outubro | 14:50   | Regata 2          |
| 18 de outubro | 13:10   | Regata 3          |
| 18 de outubro | 15:57   | Regata 4          |
| 19 de outubro | 13:19   | Regata 5          |
| 19 de outubro | 14:29   | Regata 6          |
| 21 de outubro | 14:07   | Regata 7          |
| 21 de outubro | 15:29   | Regata 8          |
| 22 de outubro | 13:50   | Regata 9          |
| 22 de outubro | 14:49   | Regata 10         |
| 23 de outubro | 15:50   | Regata da medalha |

## Medalhistas
| Ouro   | BRA Alexandre Tinoco e Gabriel Borges |
| Prata  | USA Agustin Diaz e Kathleen Tocke     |
| Bronze | URU Pablo Defazio e Manfredo Finck    |

## Resultados
Na regata da medalha (M), somente os cinco melhores colocados até a 10ª regata participam. Nessa regata, a pontuação perdida é multiplicada por 2. O vencedor é aquele que obtiver um menor número de pontos perdidos. A pior pontuação é desconsiderada na classificação final.
| Pos.              | Velejadores                                         | Regata | Regata | Regata | Regata   | Regata | Regata   | Regata  | Regata | Regata | Regata | Regata | Total de pontos | Pontuação final |
| Pos.              | Velejadores                                         | 1      | 2      | 3      | 4        | 5      | 6        | 7       | 8      | 9      | 10     | M      | Total de pontos | Pontuação final |
| ----------------- | --------------------------------------------------- | ------ | ------ | ------ | -------- | ------ | -------- | ------- | ------ | ------ | ------ | ------ | --------------- | --------------- |
| Medalha de ouro   | BRA Brasil Alexandre Tinoco Gabriel Borges          | 5      | 1      | 4      | 3        | 3      | 1        | 3.3 RDG | 6      | 1      | (8)    | 6      | 41.3            | 33.3            |
| Medalha de prata  | USA Estados Unidos Agustin Diaz Kathleen Tocke      | 2      | 4      | 1      | 2        | (7)    | 5        | 2       | 1      | 5      | 4      | 8      | 41              | 34              |
| Medalha de bronze | URU Uruguai Pablo Defazio Manfredo Finck            | (9)    | 3      | 2      | 4        | 6      | 4        | 4       | 4      | 3      | 3      | 4      | 46              | 37              |
| 4                 | PUR Porto Rico Raúl Ríos Marco Teixidor             | 7      | 2      | 5      | (11) DSQ | 9      | 6        | 5       | 5      | 2      | 1      | 2      | 55              | 44              |
| 5                 | CHI Chile Pedro Robles José Ignacio López           | 8      | 6      | 3      | 5        | 2      | 3        | 3       | (9)    | 4      | 7      | 10     | 60              | 51              |
| 6                 | ARG Argentina Luis Soubie Cecilia Granucci          | 4      | 7      | (9)    | 9        | 5      | 2        | 9       | 2      | 6      | 2      | –      | 55              | 46              |
| 7                 | CUB Cuba Michel Leiva Yudier Suárez                 | 6      | 7 RDG  | 7      | 6        | 1      | (11) DSQ | 1       | 3      | 10     | 6      | –      | 58              | 47              |
| 8                 | MEX México Jeronimo Cervantes Yon Belausteguigoitia | 1      | (10)   | 6      | 1        | 10     | 8        | 7       | 10     | 7      | 5      | –      | 65              | 55              |
| 9                 | ECU Equador Gastón Vedani Juan Ferretti             | 3      | 5      | 8      | 7        | 4      | (9)      | 8       | 7      | 8      | 9      | –      | 68              | 59              |
| 10                | COL Colômbia Dany Delgado Andrea Ponton             | (10)   | 9      | 10     | 8        | 8      | 7        | 10      | 8      | 9      | 10     | –      | 89              | 79              |

### Vela
| M   | Regata da Medalha da qual só participam os dez primeiros colocados das regatas anteriores  |  |  | CAN | Regata cancelada |
| BFD | Desclassificado por bandeira preta (Black Flag Disqualified)                               |  |  |     |                  |
| UFD | Desclassificado por bandeira "U" (U Flag Disqualified)                                     |  |  |     |                  |
| OCS | Largada queimada (On the Course Side of the starting line)                                 |  |  |     |                  |
| DNE | Desclassificação sem eliminação (infração a um item do regulamento da prova – Did Not End) |  |  |     |                  |